# 釜

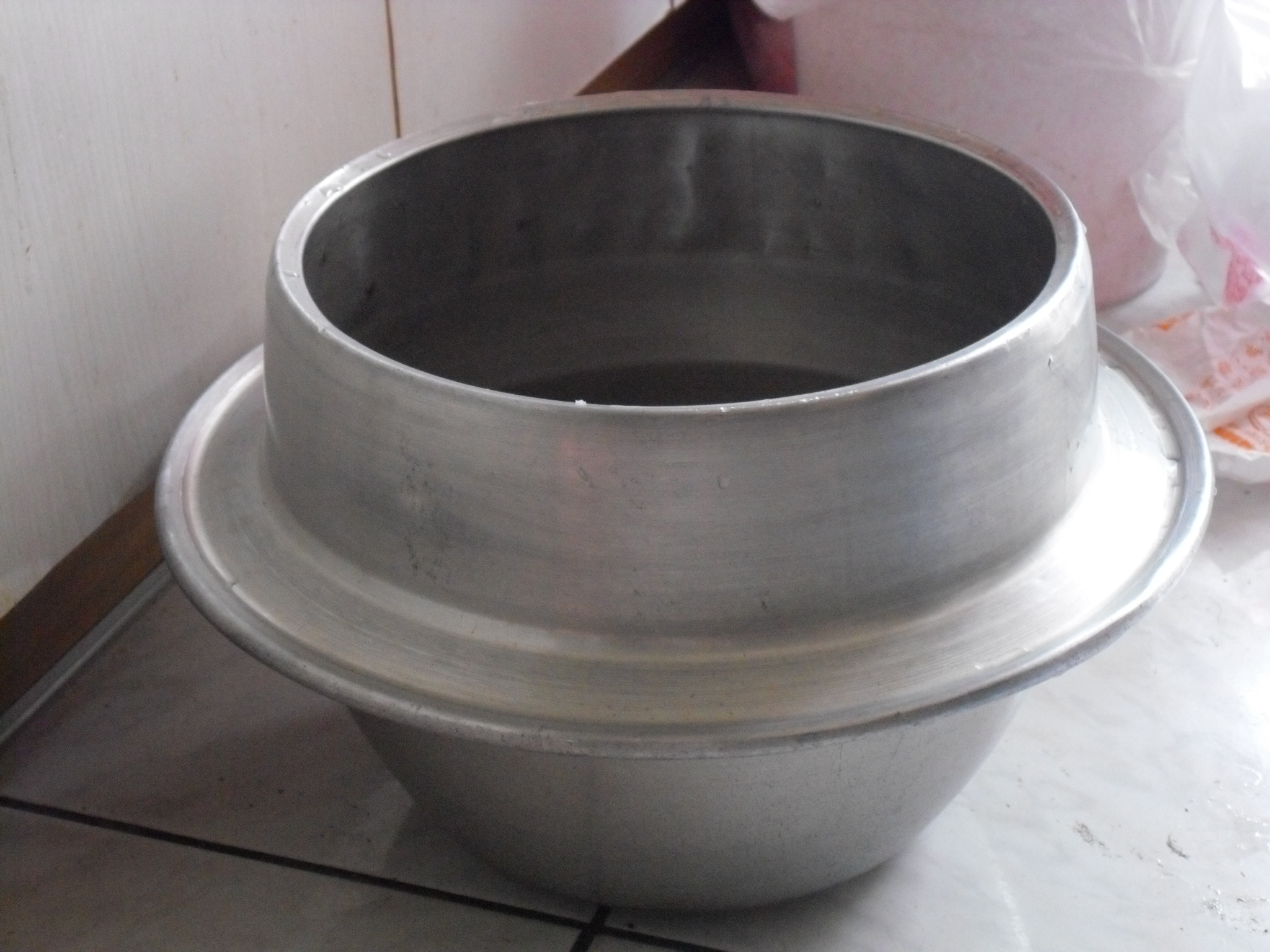
釜（台湾）

釜（かま）は、熱を材料や食品に加えるための器具。

## 中国の釜
中国では新石器時代には持ち運び可能なコンロに釜を載せた形態の釜竈がみられた。商朝から戦国時代にかけては鼎や鬲が多用されていったん衰えた。釜が再び使用されるようになるのは春秋時代晩期になってからである。『孟子』に、「許子以釜甑爨、以鐵耕乎」（許子は釜や甑で飯を炊き、鉄器で耕作をする」とある。

## 日本の釜

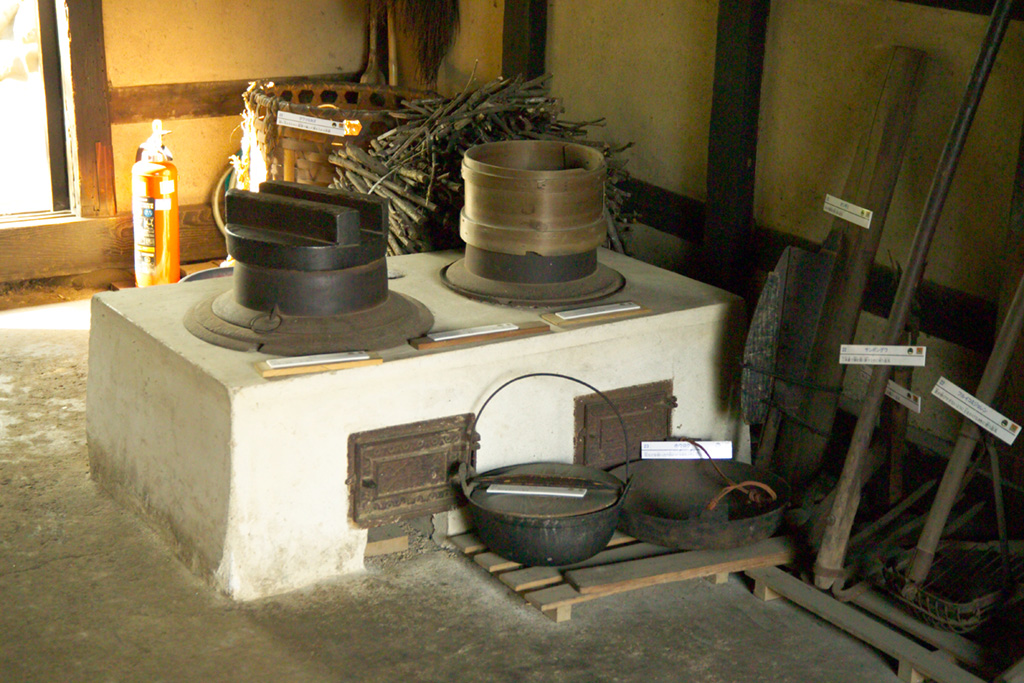
釜と竈

一般には、炊飯や湯沸し用の金属製の道具を指すことが多く、主に鋳造されたものが多い。竈に架けるための鍔があり、それを羽根に喩えて羽釜（はがま）と呼ぶ。蓋は木製である。
釜はまた、茶の湯では茶をいれるための湯を沸かす道具として用いる。千家十職にも「釜師 大西清右衛門」の名が挙がる。

### 歴史
西日本では古墳時代以降の遺跡から竈形土器が出土しているが、これらは中国の釜竈と類似点がみられる。
古来、釜は神聖視され、盟神探湯、湯立、鳴釜神事等の釜を使った呪術がある。『地獄極楽図屏風』（京都金戒光明寺所蔵、鎌倉中・後期）の仏教説話画に、釜茹でにされる人の描写があり、13、14世紀には、人も入れる巨大釜が地獄の刑罰器と認識されていたことはわかる。後世では、16世紀に石川五右衛門の釜茹での刑が知られているが、これも京都で処刑されている共通点がある。
15世紀、茶の湯文化が公家、武家、寺社などの階層から、都市の町衆など庶民に広まると鋳鉄製の茶釜が盛んに作られるようになった。
釜の胴の部分に縁、鍔をつけた羽釜は、竈と組み合わせて長らく炊飯用に用いられてきたが、一般家庭の台所にエネルギー革命が及ぶと竈とともに使用されなくなった。
1920年代には「ガスかまど」として、羽釜専用のガスレンジ台も登場したが1970年代には姿を消した。なお、代わって普及した電気炊飯器にも「内釜」として、釜の部分は存在し続けている。

### 同一語源
同音の「かま」という語には以下のものがあり、同一語源である。

このうち「竈」「罐」は当用漢字外の文字であるため、「釜」と代用表記されることがある。
- 窯 - ガラスや焼物などを作るのに使う、中に入れた物を高温によって溶解・化学変化させる設備。
- 竈 - かまど。上に「釜」などの調理器具を乗せ、加熱するために火を起こす設備。
- 罐 - 蒸気機関車などのボイラーのこと。転じて機関車そのもの（電機、ディーゼル機関車を含め）をカマと呼ぶことがある。

また、韓国語でも「カマ（가마）」という。

## 釜を使用した料理
- 釜飯

## ギャラリー

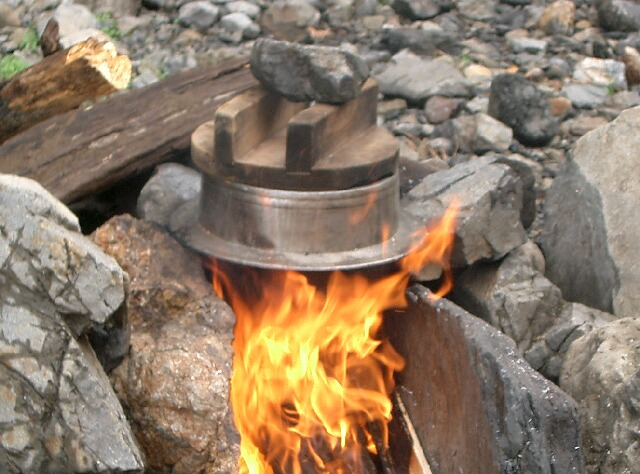
釜による炊飯
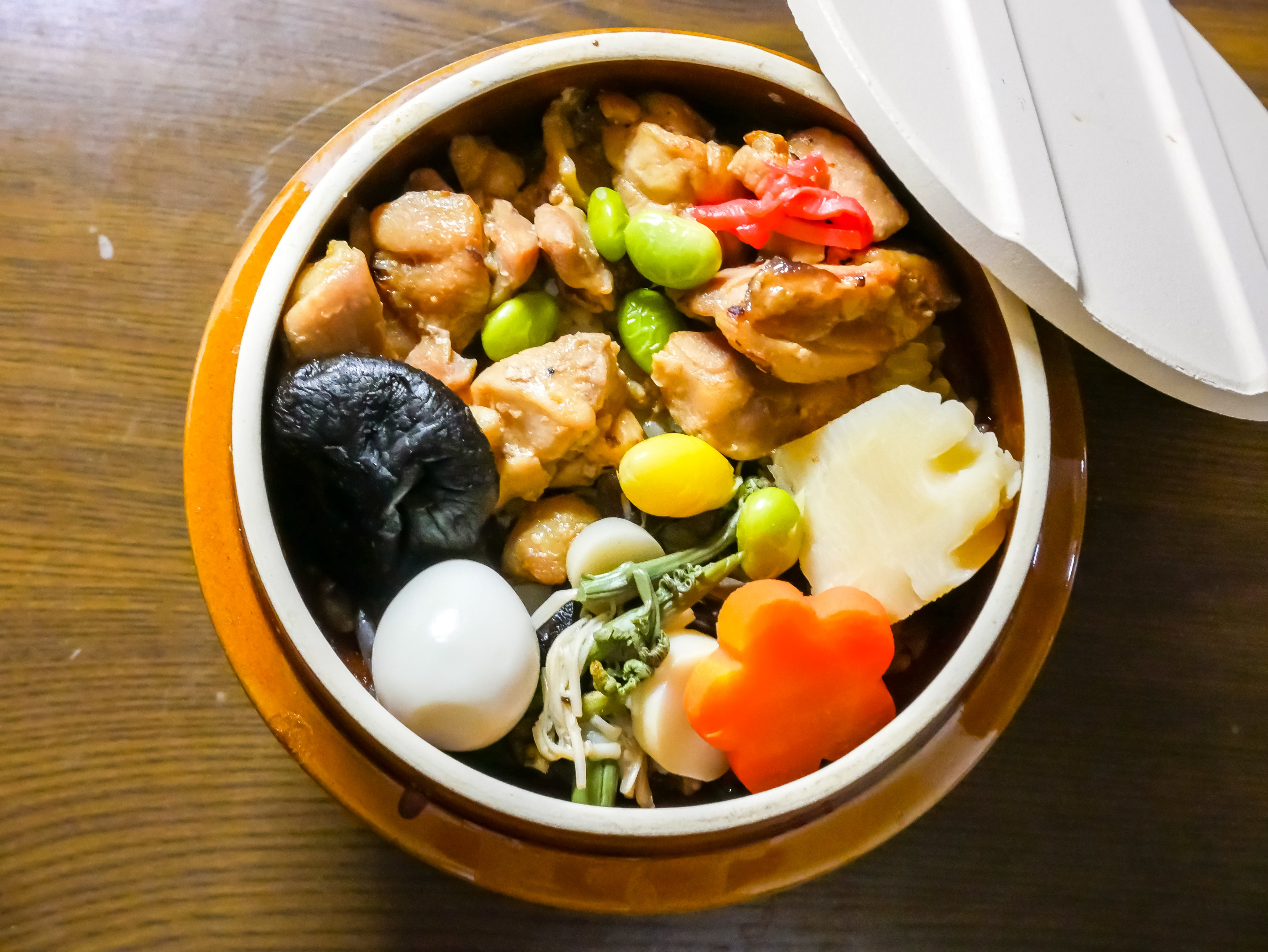
釜飯
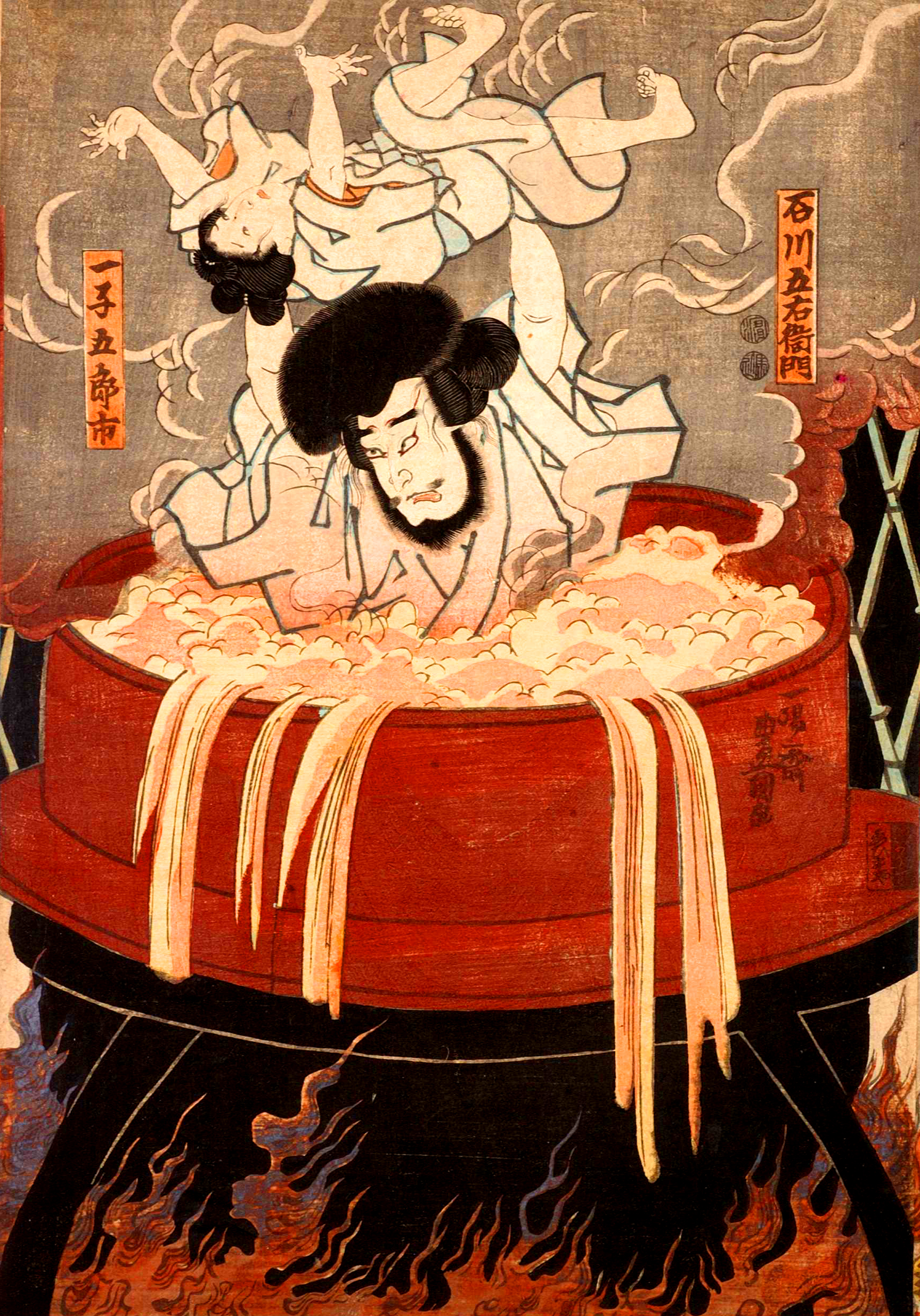
釜茹で
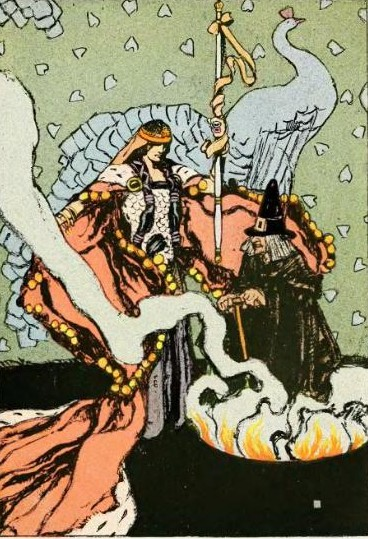
西洋の魔女の釜